# Silbergraue Bandeule

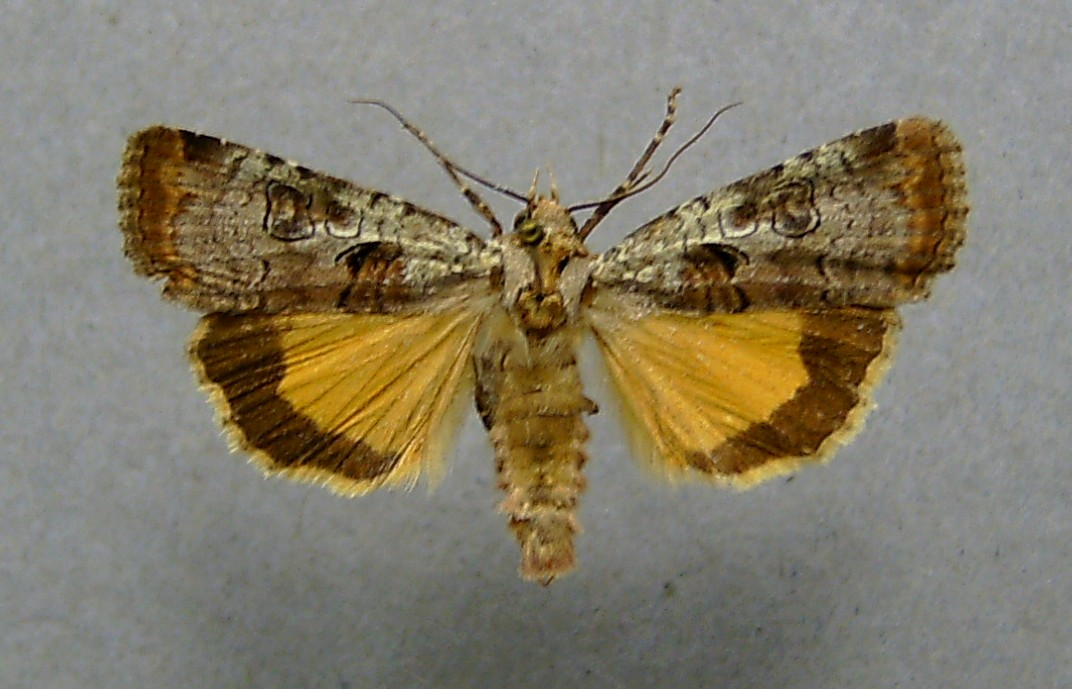
Präparat einer Silbergrauen Bandeule

Die Silbergraue Bandeule (Epilecta linogrisea), auch Trockenrasenbusch-Bandeule oder Waldsteppen-Bandeule genannt, ist ein Schmetterling (Nachtfalter) aus der Familie der Eulenfalter (Noctuidae).

## Merkmale

### Falter
Die Falter erreichen eine Flügelspannweite von 33 bis 41 Millimetern. Die Vorderflügel sind bei frisch geschlüpften Exemplaren blaugrau oder stahlgrau und werden schnell weißlich bis silbergrau, zum Kostalrand dunkler werdend. Die f. lutosa hat eher gelbgrau und einheitlicher gefärbte Vorderflügel. Der untere Teil des Mittelfeldes zum Dorsum hin und das Saumfeld sind purpurrot oder rotbraun getönt. Die Querlinien sind wellig und doppelt gezeichnet, aber undeutlich. Ring- und Nierenmakel sind schwarz umrandet mit einem rotbraunen Fleck im Zentrum. Die Hinterflügel sind gelb mit einem dunkelbraunen bis schwarzen Außensaum, ohne Mittelfleck.

### Ei, Raupe, Puppe
Die Eier sind kugelig mit kräftigen Längsrippen und von weißgelber Farbe sowie einer rot getüpfelten Binde im oberen Drittel. Der untere Pol ist stark abgeflacht. Die Raupen haben eine purpurbraune Grundfärbung mit einer feinen, dunkel eingefassten, weißen Rückenlinie sowie weißen Nebenrückenlinien, die unten rötlich begrenzt sind. Zwischen den Linien befinden sich deutliche schwarze Keilflecke. Die relativ schlanke Puppe ist glänzend braun und besitzt auf dem Kremaster zwei feine Spitzen.

### Ähnliche Arten
Die Art unterscheidet sich durch die Färbung von anderen Bandeulen, die weniger farbig gezeichnet sind, z. B. der
- Schmalflügelige Bandeule (Noctua orbona)
- Breitflügelige Bandeule (Noctua comes)
- Hausmutter (Noctua pronuba)
- Bunte Bandeule (Noctua fimbriata)

## Geographische Verbreitung und Lebensraum
Das Art kommt in Mittel- und Süd-Europa bis Südrussland verbreitet vor, außerdem in Nordwest-Afrika und Vorderasien (Türkei, Syrien, Libanon, Israel) sowie dem Kaukasusgebiet bis nach Turkmenistan. Im Norden erstreckt es sich bis nach Südskandinavien und das Baltikum (dort nur ein isoliertes Vorkommen auf der Insel Ruhnu, Estland). Sie fehlt auf den Britischen Inseln. Die Silbergraue Bandeule bevorzugt warme trockene und offene Gebiete mit meist sandigem Boden. In Mitteleuropa kommt sie nur in der Ebene bis in die Mittelgebirge hinein vor. In Südeuropa steigt sie dagegen bis auf 2200 m an.

## Lebensweise
Die Silbergraue Bandeule bildet in Mitteleuropa eine Generation pro Jahr, deren Falter zwischen Juli und Anfang September fliegen. In Südeuropa fliegen die Falter bereits ab Juni bis in den September hinein; sie halten hier aber eine Sommerpause. Die Falter sind nachtaktiv und fliegen auch künstliche Lichtquellen an. Sie besuchen Blüten und kommen auch an den Köder. Die Raupen sind meist ab Oktober zu finden. Sie ernähren sich von den Blättern diverser krautiger Pflanzen (z. B. Roter Fingerhut (Digitalis purpurea) und Primeln (Primula)) und „Gräser“ (Poaceae). Die erwachsenen Raupen ruhen tagsüber versteckt und kommen nachts aus ihren Verstecken zum Fressen. Sie überwintern und verpuppen sich im April des folgenden Jahres in einem Erdkokon.

## Gefährdung
Die Art wird auf der Roten Liste gefährdeter Arten  in Kategorie 3 (gefährdet) eingestuft.